# Ulugh Khan
Ulugh Khan (gran kan en turc) fou un títol portat per alguns sultans de Delhi ètnicament turcs.
Entre els que el van portar està Giyas-ad-Din Balban (1266-1287/1288) i Muhàmmad ibn Tughluq (1325-1351). Posteriorment el títol fou agafat per alguns no turcs, principalment per sultans habshis al Gujarat i altres llocs.